# مارتن جيمس
مارتن جيمس (بالإنجليزية: Martin James)‏ (18 مايو 1971 في المملكة المتحدة - ) هو لاعب كرة قدم بريطاني في مركز الدفاع. لعب مع بريستون نورث إيند وستوكبورت كونتي ونادي أكرينغتون ستانلي ونادي روذرهام يونايتد وليه جنيسيس ‏.

## وصلات خارجية
- مارتن جيمس على موقع قاعدة بيانات كرة القدم.إي يو (الإنجليزية)